# Libro de cuentos africanos
El Libro de cuentos africanos (ASb) es una iniciativa de alfabetización que ofrece libros ilustrados de cuentos con licencia abierta para la lectura temprana en las lenguas de África. Desarrollado y hospedado por Saide, ASb tiene un sitio web interactivo que permite a los usuarios leer, crear, descargar, traducir y adaptar historias. La iniciativa se dirige atenuar la grave escasez de libros de cuentos infantiles en lenguas africanas, que son cruciales para el desarrollo de la lectura de los niños. De un total de más de 2500 cuentos, en abril de 2016 más de 500 cuentos están traducidos en 70 idiomas que se hablan en África, incluyendo Inglés, francés, y portugués.

## Antecedente
Según el Informe de Seguimiento Mundial de Educación de la UNESCO 2013/2014, 30 millones de niños en África subsahariana están fuera del sistema escolar y la mitad de los niños que logran estar en cuarto grado, no aprendieron las herramientas básicas de la lectura. Este desafío está relacionado con la escasez de libros infantiles, disponibles en África, particularmente en lenguas africanas; el principal impulso para la iniciativa de ASb. El desarrollo de la lengua alfabetización materna, antes de la transición a una lengua vehicular (por ejemplo, Inglés o francés) es la política en la mayoría de países de África subsahariana, y está apoyado por la iniciativa de cuentos infantiles africanos.
Debido al bajo poder adquisitivo y a la demanda de libros de cuentos en África, junto con el gran número de lenguas, son muy pocos los títulos y productos editoriales convencionales en lenguas africanas. La licencia abierta modelo editorial digital de los cuentos ilustrados infantiles africanos, de esta iniciativa, hace posible que los usuarios puedan imprimir, exhibir, y leer historias en dispositivos móviles. ASb también dispone de la creación de contenido como escribir y traducir, en manos de las comunidades que necesitan libros de cuentos para la lectura temprana en las lenguas conocidas.
El ASb ha sido financiando por Comic Relief del Reino Unido.

## Historias
La vasta mayoría de los cuentos en el sitio son de autores africanos, principalmente cuentos tradicionales y populares e historias contemporáneas, así como algunos poemas y canciones. De los más de 2500 cuentos (disponibles a partir de abril de 2016), más de la mitad han sido "ASb-aprobado", lo que significa que la iniciativa ha aprobado el contenido y el lenguaje en los libros de cuentos. Todas las historias están ilustradas, ya sea por profesionales de la ilustración o por los propios usuarios

## Desarrollo
El lanzamiento oficial de la página web tuvo lugar en Pretoria, Pretoria, Sudáfrica, en junio de 2014, con fondos Unión Europea. Ese mismo mes hubo una cumbre de la ASb en la Universidad Británica de Columbia, en Vancouver para adelantar los objetivos de la iniciativa y forjar conexiones con otras organizaciones.

### Países pilotos
Para realizar un aprueba piloto del sitio web y de los cuentos infantiles, la ASb trabajó en 2014/2015 con 14 sitios pilotos en Sudáfrica, Kenia, y Uganda @– escuelas y bibliotecas comunitarias que representan la audiencia de objeto de la iniciativa. Los sitios pilotos fueron probados con varios métodos de administración de los cuentos adecuando los contextos rurales como en regiones de África periurbanas, con proyección digital de historias descargados con proyectores de datos portátiles y versiones de impresión de bajo costo de los libros de cuentos para la lectura individual. Además, hay una fuerte promoción para fomentar su aplicación sistémica en las escuelas, en la formación del profesorado y en las redes de bibliotecas de los países pilotos.

## Organizaciones asociadas y los Proyectos asociados
Los socios son claves al ASb misión, cuando la iniciativa confía en otras organizaciones para traer las historias a la atención de números grandes de niños y otros usuarios, y adaptar y crear historias para uso local. ASb También colabora con las organizaciones que hacen trabajo similar, incluyendo compartiendo historias, como Pratham Books' Storyweaver, Book Dash, Nal’ibali, Little Zebra Books, y READ. El Proyecto Global de cuentos africanos, Global african Storybook, se creó en 2015 con el objetivo de traducir bajo licencia abierta por ASb materiales a los idiomas no africanos para que las historias africanas pueden ser accesibles a los niños más allá del continente africano. 

## Blog
Desde diciembre de 2014, el blog de ASb Archivado el 12 de abril de 2016 en Wayback Machine. sirve como un foro de reflexión y debate sobre la iniciativa y las preocupaciones clave en relación con la alfabetización temprana en África. Temas destacados incluyen la entrega de cuentos digitales, modelos de publicación de licencia abierta, y traducción / control de las versiones. 